# Hugo Cabret
Hugo Cabret (Originaltitel Hugo) ist ein US-amerikanischer 3D-Film aus dem Jahr 2011 nach Brian Selznicks Kinderroman Die Entdeckung des Hugo Cabret. Regie führte Martin Scorsese, das Drehbuch schrieb John Logan. Bei der Oscarverleihung 2012 wurde der Film mit fünf Oscars ausgezeichnet.
Obwohl sich diese Literaturverfilmung noch in der Postproduktion befand, hatte am 10. Oktober 2011 eine Arbeitsfassung („work-in-progress“) Premiere auf dem New York Film Festival. Es ist der zweite Film nach Die Schöne und das Biest aus dem Jahr 1991, der vor seiner Fertigstellung auf dem Festival gezeigt wurde.
Scorseses erster 3D-Film startete am 23. November 2011 in den Vereinigten Staaten. Der Filmstart in den deutschen Kinos war am 9. Februar 2012.

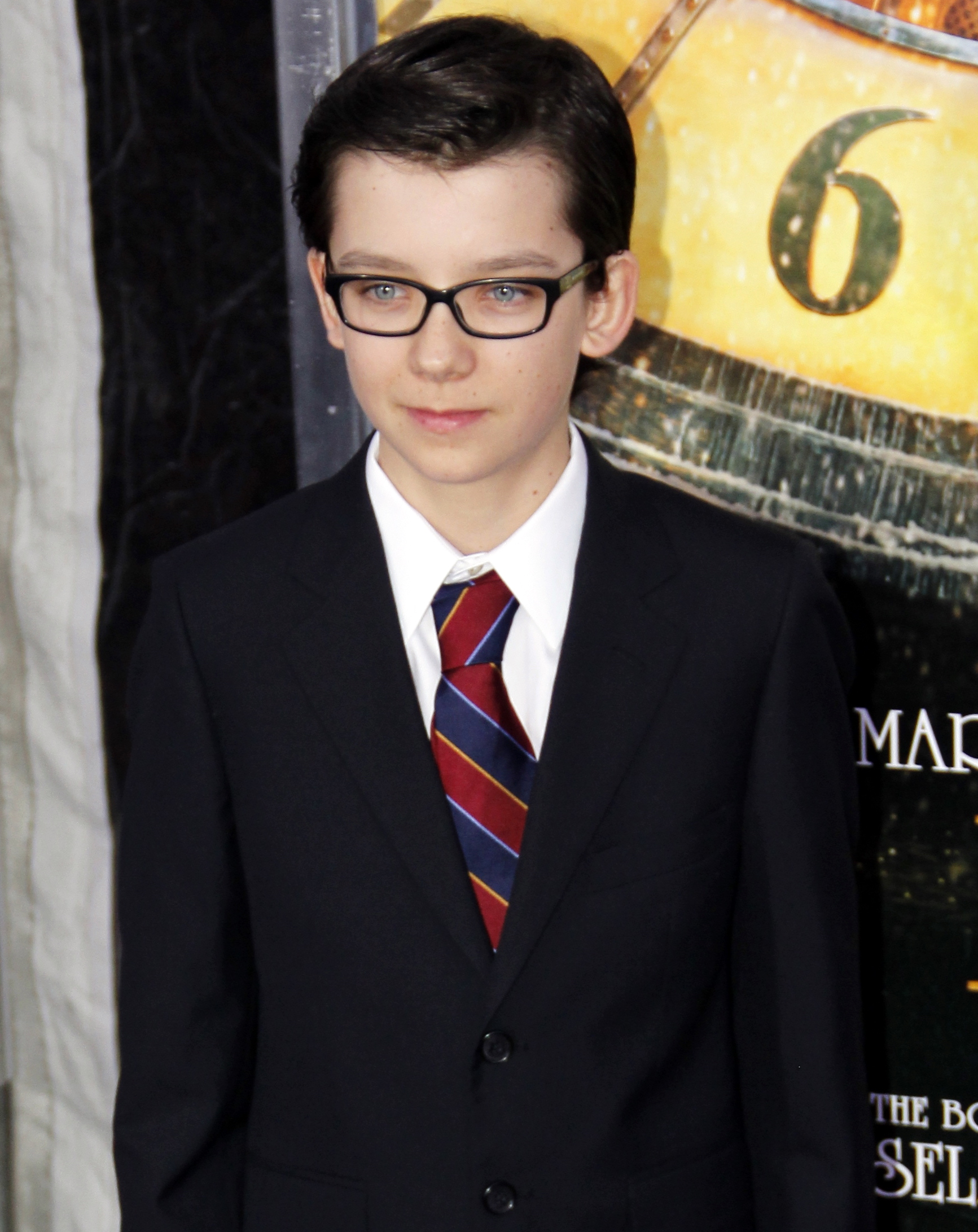
Asa Butterfield bei der Premiere des Films in New York (2011)

## Handlung
Im Paris von 1931 lernt der zwölfjährige Hugo durch seinen Vater, der als Uhrmacher in einem Museum arbeitet, das Kino kennen und lieben. Auf dem Dachboden des Museums findet der Vater einen mechanischen Automaten, der einen Menschen darstellt und über ein kompliziertes Uhrwerk gesteuert wird. Dazu gehören ein Schreibtisch und ein Tintenfass mit Füller. Er nimmt den Apparat mit nach Hause, um ihn zusammen mit Hugo zu reparieren. Doch wenig später kommt der Vater bei einem Brand im Museum ums Leben.
Der verwaiste Hugo zieht zu seinem Onkel Claude in eine Dachgeschosswohnung des riesigen Pariser Bahnhofs Montparnasse. Claude, ebenfalls Uhrmacher, ist für die Wartung der Bahnhofsuhren zuständig. Er führt Hugo in die labyrinthische Welt innerhalb der Mauern ein und lernt ihn an, damit er seine Arbeiten übernehmen kann. Zur Schule lässt er den Jungen nicht gehen. Der Onkel ist ein notorischer Trinker, der eines Tages verschwindet und erst später tot aus der Seine geborgen wird. Hugo übernimmt seine Arbeit, ohne dass dies zunächst jemandem auffällt.
Ohne Einkommen muss sich Hugo mit kleinen Diebstählen über Wasser halten. Er ist außerdem überzeugt, dass ihm der menschliche Automat eine Botschaft seines Vaters überbringen werde, und arbeitet weiter daran, diesen in Gang zu bringen. Teile dafür stiehlt er in einem kleinen Laden für mechanische Spielzeuge. Dabei muss er vor dem kriegsversehrten Bahnhofsinspektor Gustave Dasté auf der Hut sein, der elternlose Kinder gnadenlos ins Waisenhaus bringt. Als der Besitzer des Spielwarenladens Hugo bei einem Diebstahl erwischt, nimmt er das Notizbuch mit den Plänen der Maschine an sich, was Hugo zur Verzweiflung bringt. Dem Automaten fehlt noch ein wichtiges Teil, ein Aufziehschlüssel mit herzförmigem Schlüsselbart.
Hugo versucht über die gleichaltrige Isabelle, Patenkind des Spielwarenladenbesitzers, an die Pläne des Apparates zu kommen. So nimmt er sie mit ins Kino, was ihr der Pate stets verboten hatte. Als Hugo entdeckt, dass sie einen herzförmigen Aufziehschlüssel um den Hals trägt, zeigt er ihr den Automaten. Der Schlüssel passt, der Apparat setzt sich in Gang und zeichnet ein Bild aus dem Film Die Reise zum Mond, dem ersten Film, den Hugos Vater im Kino gesehen und von dem er seinem Sohn erzählt hatte. Dann unterschreibt der Apparat die Zeichnung mit Georges Méliès – dem Namen von Isabelles Patenonkel. Um das Rätsel aufzuklären, zeigen sie die Zeichnung Isabelles Patentante, die darüber verärgert ist und die Kinder anweist, die Vergangenheit ruhen zu lassen.
Hugo ist nun erst recht entschlossen, dem Geheimnis der Figur, die das einzige ist, was er noch von seinem Vater besitzt, auf die Spur zu kommen. Nach vielen Recherchen mit Unterstützung von Professor Tabard erkennen sie, dass Isabelles Patenonkel identisch mit dem Filmpionier Georges Méliès ist, der von Tabard bewundert wird. Ursprünglich war Méliès ein erfolgreicher Zauberkünstler mit einem eigenen Theater und ein talentierter Mechaniker, der unter anderem für seine Aufführungen Automaten baute – darunter den, der nun in Hugos Besitz ist. Erstaunt darüber, dass Méliès noch lebt, begleitet Tabard die Kinder zu Isabelles Patentante. Gemeinsam schauen sie Die Reise zum Mond an, den nach Tabards Kenntnis einzigen erhaltenen Méliès-Film. Während der Vorführung gesellt sich Méliès selbst unbemerkt dazu und erzählt nun gerührt seine Geschichte:
Beim Besuch einer Filmvorführung der Brüder Lumière, bei der Die Ankunft eines Zuges auf dem Bahnhof in La Ciotat zu sehen war, erkannte Méliès schnell die großen Möglichkeiten dieses Mediums und insbesondere die durch Filmschnitt möglichen Effekte, die real gar nicht machbar sind. Da ihm die Brüder Lumière keine Kamera verkaufen wollten, konstruierte er selbst eine, verkaufte sein Theater, baute ein Filmstudio und feierte große Erfolge mit seinen eigenen Filmen, in denen er Produzent, Regisseur, Drehbuchautor und Schauspieler zugleich war. Doch nach dem Ersten Weltkrieg fand das Publikum kaum mehr Gefallen an Méliès’ Filmen. Aus Geldnöten verkaufte er den größten Teil seines Filmmaterials an eine Schuhfabrik, die daraus Schuhsohlen herstellte. Den Automaten gab er an ein Museum. Mit seinem letzten Geld kaufte er sich den Stand am Pariser Bahnhof und war dort seitdem nur noch ein einfacher Spielzeugverkäufer.
Hugo macht sich auf den Weg zum Bahnhof, um den Automaten Méliès zurückzugeben. Dort gerät er in die Hände des Bahnhofsinspektors, kann sich aber aufgrund seines Geschicks befreien. Bei der anschließenden Verfolgungsjagd fällt der Automat auf die Gleise, Hugo springt hinterher und wird im letzten Moment von Gustave vor einem einfahrenden Zug gerettet. Méliès und Isabelle sagen dem Bahnhofsvorsteher, dass Hugo zu ihnen gehört, und er ist frei.
Letztlich kann Méliès seine Verbitterung ablegen, als er erkennt, dass in den Kindern eine neue Generation von Kinofreunden heranwächst, die seine phantasievolle Arbeit zu schätzen wissen. Wenige Monate später präsentiert Professor Tabard auf einer Veranstaltung zu Ehren Méliès’ 80 seiner Filme, die wiederhergestellt werden konnten.

## Entstehung und Auswertung

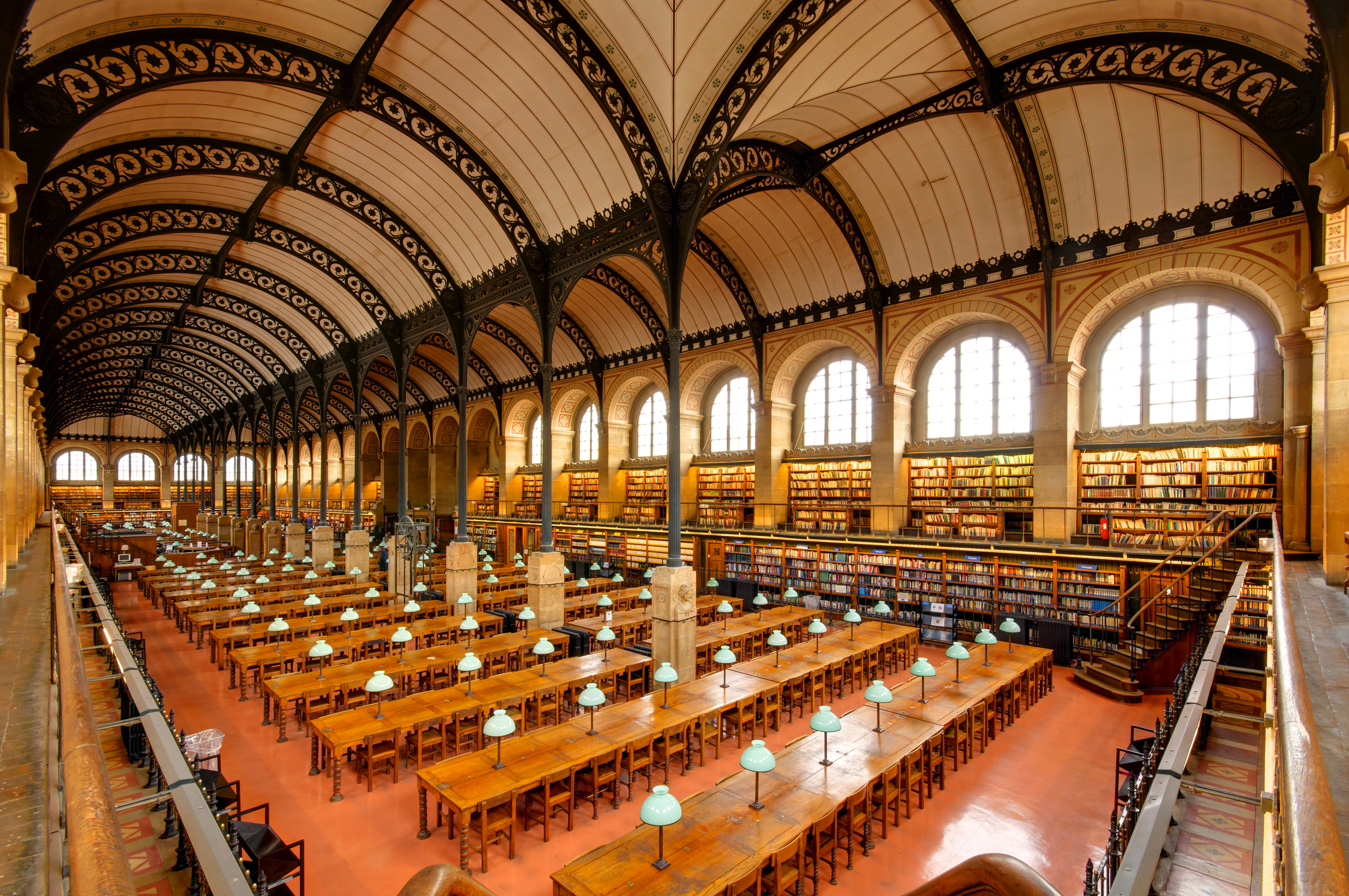
Lesesaal der Bibliothek Sainte-Geneviève („Bibliothek der Filmakademie“)

Die S3D-Animation stammt von der Frankfurter Firma Pixomondo. Dafür erhielt der Film 2012 den Oscar in der Kategorie Beste visuelle Effekte. Insgesamt wurden 62 Minuten des Films digital nachbearbeitet (853 virtuelle Einstellungen). Am Ende des Films sind mehrere handkolorierte Sequenzen historischer Stummfilme zu sehen, die nachträglich auf Stereo-3D hochgerechnet wurden. Computer-3D-Animationen sind nicht immer stereoskopisch (räumlich), aber in diesem Fall ermöglichte hochmoderne Stereo-3D-Bearbeitungs-Software die mit Real-3D-Kameras unmöglich herstellbaren räumlichen Kamerafahrten des Films.
In einem Alptraum Hugos wird der Eisenbahnunfall am Gare Montparnasse von 1895 nachgestaltet. Bei der abschließenden Verfolgungsjagd muss Hugo sich über einen Zeiger auf das Zifferblatt der großen Turmuhr zurückziehen, was an die berühmte Uhrzeiger-Szene in Ausgerechnet Wolkenkratzer! erinnert, die Isabelle und Hugo vorher gemeinsam im Kino gesehen haben.
In Cameo-Auftritten sind Martin Scorsese als Fotograf und Brian Selznick, der Autor der Literaturvorlage, als „eifriger Student“ in der Bibliothek Sainte-Geneviève zu sehen. Die Trailermusik stammt von Audiomachine und heißt Breath and Life. Die deutsche Synchronisation erfolgte durch die Film- & Fernseh-Synchron (FFS) München. Synchronsprecher waren unter anderem:
| Figur             | Darsteller         | Deutscher Sprecher   |
| ----------------- | ------------------ | -------------------- |
| Hugo Cabret       | Asa Butterfield    | Manuel Scheuernstuhl |
| Isabelle          | Chloë Grace Moretz | Alina Freund         |
| Georges Méliès    | Ben Kingsley       | Peter Matić          |
| Hugos Vater       | Jude Law           | Philipp Brammer      |
| Mama Jeanne       | Helen McCrory      | Carin C. Tietze      |
| Monsieur Labisse  | Christopher Lee    | Thomas Rau           |
| Lisette           | Emily Mortimer     | Elisabeth von Koch   |
| Stationsvorsteher | Sacha Baron Cohen  | Pascal Breuer        |

| Land           | Einspielergebnis in US-Dollar |
| -------------- | ----------------------------- |
| Australien     | 10.813.316                    |
| Deutschland    | 6.319.061                     |
| Frankreich     | 9.600.362                     |
| Großbritannien | 8.981.556                     |
| Italien        | 9.749.365                     |
| Russland       | 5.922.725                     |
| USA            | 73.864.507                    |

Die Produktionskosten beliefen sich auf eine Summe zwischen 150 Millionen und 170 Millionen US-Dollar. In den USA, wo der Film schon 2011 startete, spielte Hugo Cabret am ersten Wochenende 11,3 Millionen US-Dollar ein. Insgesamt wurden durch ihn dort zirka 74 Millionen Dollar eingenommen. Das weltweite Einspielergebnis lag bei 151 Millionen Dollar. In Deutschland fiel der Andrang in den Kinos eher mäßig aus, in der ersten Woche sahen ihn knapp 130.000 Besucher. Insgesamt sahen den Film mehr als 532.000 Zuschauer in Deutschland.

## Rezeption

### Kritiken
Hugo Cabret erhielt ein sehr gutes Presseecho, was sich auch in den Auswertungen US-amerikanischer Aggregatoren widerspiegelt. So erfasst Rotten Tomatoes fast ausschließlich wohlwollende Besprechungen und ordnet den Film dementsprechend als „Zertifiziert Frisch“ ein. Metacritic ermittelt aus den vorliegenden Bewertungen „Allgemeines Kritikerlob“. Zeitungen wie die New York Times lobten den Film ausführlich. Auch der Einsatz der 3D-Technik wurde positiv hervorgehoben.

„Der Stil ist ganz anders als von Scorsese gewohnt. Der wunderliche Ansatz mit Untertönen von Dickens und Anwürfen von Magischem Realismus erinnert an Terry Gilliam und Jean-Pierre Jeunet. […] Scorseses Sicht auf Paris ist wie im Traum. […] Die Eröffnungsszene, ein prächtiger ‚Helikopter‘-Sturzflug auf Paris, ist das bislang womöglich beste Beispiel für 3D im Film.“

Für Christoph Petersen von Filmstarts.de ist Hugo Cabret „entgegen des [sic!] ersten Eindrucks kein Film für Kinder, sondern ein berührendes Leinwandmärchen für Kinoliebhaber und alle, die es werden wollen“, und er resümiert: „Wer das Kino liebt, darf diesen Film auf keinen Fall verpassen.“
Andreas Borcholte von Spiegel Online bezeichnet den Film als eine „traumhafte Liebeserklärung an die Magie des Kinos“ und sieht in Hugo Cabret trotz aller Nostalgie sogar ein Lebenszeichen des gesamten Mediums: „In der großen Maschine Kino – mag sie oft auch als überkommerziell und seelenlos gescholten werden – brennt noch Licht.“

### Auszeichnungen
National Board of Review 2011
- Bester Film
- Beste Regie für Martin Scorsese

BAFTA Awards 2012
- Bestes Szenenbild
- Bester Ton
- Nominiert für: Beste Regie, Beste Kamera, Bester Schnitt, Beste Filmmusik, Bestes Kostümdesign, Bestes Make-Up, Beste visuelle Effekte

Golden Globe Awards 2012
- Beste Regie
- Nominiert für: Bester Film – Drama, Beste Filmmusik

Oscar 2012
- Beste Kamera
- Bestes Szenenbild
- Bester Tonschnitt
- Beste Tonmischung
- Beste visuelle Effekte
- Nominiert für: Bester Film, Beste Regie, Bestes adaptiertes Drehbuch, Bestes Kostümdesign, Bester Schnitt und Beste Filmmusik

Young Artist Awards 2012
- Beste Hauptdarstellerin in einem Spielfilm für Chloë Moretz
- Nominiert für: Bester Hauptdarsteller in einem Spielfilm für Asa Butterfield